# Кюрзава, Левен
Леве́н Марк Кюрзава́ (фр. Layvin Marc Kurzawa; род. 4 сентября 1992[…], Фрежюс) — французский футболист, защитник. Единственный в истории защитник, которому удавалось сделать хет-трик в матче Лиги чемпионов УЕФА.

## Клубная карьера
Будучи воспитанником «Монако», Левен Кюрзава дебютировал за основную команду в восемнадцатилетнем возрасте 22 сентября 2010 года в матче третьего раунда Кубка французской лиги против «Ланса». На 65-й минуте тренер монегасков Ги Лякомб выпустил юного защитника вместо опытного бразильца Адриано. Матч закончился победой «Монако» с минимальным счетом, что обеспечило команде прохождение в следующий раунд турнира. Через три дня Кюрзава дебютировал в Лиге 1, выйдя на поле на 60-й минуте в матче с «Лорьяном». В сезоне 2010/11 защитник сыграл в пяти матчах.
В следующем сезоне Кюрзава также играл мало — всего в четырёх матчах. Несмотря на вылет команды в Лигу 2, вернувшийся на пост главного тренера после четырёхлетнего отсутствия Лоран Баниде доверял место левого защитника более опытным Венсану Мюратори и Йоргосу Цавеласу. К тому же, по ходу сезона футболист получил травму, но всё же подписал новый контракт с клубом.
В сезоне 2012/13 возглавивший «Монако» Клаудио Раньери использовал Кюрзава как подмену Цавеласу, выпустив его в восьми матчах Лиги 2 и в трёх на Кубок лиги. Итальянский специалист, вернувший клуб в Лигу 1, в сезоне 2013/14 сделал футболиста основным левым защитником команды. В играх с «Бордо» и «Марселем» Кюрзава отметился голевыми передачами и по ходу сезона продолжил укрепляться в статусе игрока стартового состава. В итоге он провёл 28 игр в чемпионате, забив 5 мячей («Генгаму», «Монпелье», «Тулузе», «Лорьяну», «Реймсу») и отдав 3 голевые передачи, а также один матч на Кубок Франции.
По итогам сезона «Монако», ставший вице-чемпионом страны, получил право участвовать в Лиге чемпионов. Под руководством нового наставника монегасков португальца Леонарду Жардима Кюрзава дебютировал в этом турнире 16 сентября 2014 года в домашнем матче против немецкого «Байера 04», закончившегося победой хозяев с минимальным счётом. В рамках группового турнира защитник сыграл ещё в 3 матчах: в одном с российским «Зенитом» и в двух с португальской «Бенфикой». В Лиге 1 до Нового года Кюрзава провёл 10 игр и отметился 2 голевыми пасами. 18 ноября 2014 года в товарищеском матче сборной Франции со шведами футболист получил повреждение задней поверхности бедра и выбыл до 2015 года.
31 октября 2017 года в матче Лиги чемпионов против «Андерлехта» сделал хет-трик (ПСЖ победил 5:0), став первым в истории защитником, забившим три мяча в матче Лиги чемпионов УЕФА.

## Международная карьера
В составе сборной Франции до 19 лет, возглавляемой Филиппом Бержеро, Левен Кюрзава с 2010 по 2011 год провел 8 матчей.
Благодаря успешной игре футболиста в составе клуба, польская пресса призывала Польский футбольный союз активизировать переговоры с игроком о возможности выступлений за сборную этой страны, на что Кюрзава имел право, так как его мать — полька по происхождению.

## Достижения
«Пари Сен-Жермен»
- Чемпион Франции (5): 2015/16, 2017/18, 2018/19, 2019/20, 2023/24
- Обладатель Кубка французской лиги (4): 2015/16, 2016/17, 2017/18, 2019/20
- Обладатель Кубка Франции (4): 2015/16, 2016/17, 2017/18, 2019/20
- Обладатель Суперкубка Франции (5): 2016, 2017, 2018, 2019, 2020
- Финалист Лиги чемпионов УЕФА: 2019/20